# Betasuchus
Betasuchus ist eine dubiose (zweifelhafte) Gattung theropoder Dinosaurier aus der Oberkreide der Niederlande. Bisher ist lediglich das obere Ende eines Oberschenkelknochens (Femur) bekannt, das aus der Maastricht-Formation (Maastrichtium) nahe Maastricht in der Provinz Limburg stammt. Es handelt sich um den bislang einzigen Fund eines Theropoden aus der Maastricht-Formation. Heute befindet sich der Fund in der Sammlung des British Museum of Natural History. Einzige Art ist Betasuchus bredai.
Die systematische Position ist umstritten. Die jüngste Untersuchung von Carrano und Sampson (2008) kommt jedoch zu dem Ergebnis, dass es sich um den letzten (jüngsten) Vertreter der Ceratosauria aus Europa handelte.

## Merkmale
Es handelte sich um einen verhältnismäßig kleinen Theropoden. Der Oberschenkelknochen ist im Vergleich mit anderen Theropoden der Oberkreide sehr primitiv gebaut. Der Kopf war schräg nach vorne (anteromedial) und leicht nach oben (ventral) gerichtet. Der kleine Rollhügel (Lesser trochanter) ist nach oben erweitert. Ein rundlicher Hügel dient als Ansatzstelle für den Musculus iliofemoralis.

## Forschungsgeschichte und Systematik
Ursprünglich wurde der Oberschenkelknochen von Harry Seeley (1883) als eine neue Art der Gattung Megalosaurus beschrieben, als Megalosaurus bredai. Eine Neubeschreibung des Fundes durch Friedrich von Huene (1926) zeigte jedoch, dass dieser Fund nicht der Gattung Megalosaurus zugeschrieben werden kann (Megalosaurus wurde lange als sogenanntes Papierkorb-Taxon verwendet, dem eine Vielzahl von nicht näher verwandten Theropoden zugeordnet wurde). Stattdessen schrieb von Huene den Fund den Ornithomimiden, einer Gruppe innerhalb der Coelurosauria, zu und bezeichnete ihn vorläufig und informell als Ornithomimidorum genus b („Ornithomimosaurier-Gattung b“). In Anlehnung an diese Bezeichnung stellte von Huene 1932 die neue Gattung Betasuchus auf (gr. beta – der zweite Buchstabe des griechischen Alphabets; gr. soukhos – „Krokodil“).
Die systematische Einordnung von Betasuchus ist umstritten: So wurde Betasuchus von verschiedenen Autoren als ein Vertreter der Coelurosauria – als ein Ornithomimide oder als ein mit Dryptosaurus verwandter Tyrannosaurier –, als nicht weiter einzuordnender Theropode (Theropoda indet.), oder als möglicher Abelisauride beschrieben. Carrano und Sampson (2008) klassifizieren Betasuchus als einen Vertreter der Ceratosauria.

## Belege